# Torneig d'escacs de Buenos Aires de 1939
El Torneig d'escacs de Buenos Aires 1939 fou un torneig d'escacs que se celebrà a Buenos Aires immediatament després de la VIII Olimpíada d'escacs, celebrada entre el 21 d'agost i el 19 de setembre de 1939. El torneig es va jugar entre el 2 i el 19 d'octubre de 1939 al Círculo de Ajedrez, el principal club d'escacs de la ciutat, i en concret als locals del club a Bartolomé Mitre 670, amb partides de ronda diària que començaven a les 20.30 hores del vespre. Tots els participants, llevat de Paul Keres, havien decidit de romandre a l'Argentina a causa de l'esclat de la II Guerra Mundial.
Quadre de participants i resultats:
| #    | Jugador              | País      | 1 | 2 | 3 | 4 | 5 | 6 | 7 | 8 | 9 | 10 | 11 | 12 | Total |
| ---- | -------------------- | --------- | - | - | - | - | - | - | - | - | - | -- | -- | -- | ----- |
| 1-2  | Miguel Najdorf       | Polònia   |   | 1 | ½ | 1 | ½ | ½ | 1 | 0 | 1 | 1  | 1  | 1  | 8.5   |
| 1-2  | Paul Keres           | Estònia   | 0 |   | ½ | 1 | ½ | 1 | ½ | 1 | 1 | 1  | 1  | 1  | 8.5   |
| 3-4  | Gideon Ståhlberg     | Suècia    | ½ | ½ |   | 0 | 1 | 1 | ½ | ½ | ½ | 1  | ½  | 1  | 7     |
| 3-4  | Moshe Czerniak       | Palestina | 0 | 0 | 1 |   | ½ | 1 | ½ | 1 | 1 | 1  | 1  | 0  | 7     |
| 5-6  | Paulino Frydman      | Polònia   | ½ | ½ | 0 | ½ |   | ½ | ½ | 0 | 1 | 1  | 1  | 1  | 6.5   |
| 5-6  | Carlos Guimard       | Argentina | ½ | 0 | 0 | 0 | ½ |   | ½ | 1 | 1 | 1  | 1  | 1  | 6.5   |
| 7    | Roberto Grau         | Argentina | 0 | ½ | ½ | ½ | ½ | ½ |   | ½ | 1 | 0  | ½  | 1  | 5.5   |
| 8    | Markas Luckis        | Lituània  | 1 | 0 | ½ | 0 | 1 | 0 | ½ |   | 0 | 1  | ½  | ½  | 5     |
| 9-10 | José Gerschman       | Argentina | 0 | 0 | ½ | 0 | 0 | 0 | 0 | 1 |   | 0  | 1  | 1  | 3.5   |
| 9-10 | Francisco Benkö      | Argentina | 0 | 0 | 0 | 0 | 0 | 0 | 1 | 0 | 1 |    | 1  | ½  | 3.5   |
| 11   | Sonja Graf           | Alemanya  | 0 | 0 | ½ | 0 | 0 | 0 | ½ | ½ | 0 | 0  |    | 1  | 2.5   |
| 12   | Luis Argentino Palau | Argentina | 0 | 0 | 0 | 1 | 0 | 0 | 0 | ½ | 0 | ½  | 0  |    | 2     |